# Obelzanki
Obelzanki (prononciation : [ɔbɛlˈzanki]) est un village polonais de la gmina de Wronki dans le powiat de Szamotuły de la voïvodie de Grande-Pologne dans le centre-ouest de la Pologne.
Il se situe à environ 5 kilomètres au nord de Wronki (siège de la gmina), 20 kilomètres au nord-ouest de Szamotuły (siège du powiat), et à 52 kilomètres au nord-ouest de Poznań (capitale de la Grande-Pologne).

## Histoire
De 1975 à 1998, le village faisait partie du territoire de la voïvodie de Piła.

Depuis 1999, Obelzanki est situé dans la voïvodie de Grande-Pologne.
Le village possède une population de 213 habitants en 2010.